# Boufflers Churchyard
Boufflers Churchyard is een begraafplaats gelegen in de Franse plaats Boufflers (Somme). De militaire graven worden onderhouden door de Commonwealth War Graves Commission.
De begraafplaats telt 1 geïdentificeerd Gemenebest graf uit de Eerste Wereldoorlog.